# Groupe de NGC 5775
Le groupe de NGC 5775 comprend au moins cinq galaxies situées dans la constellation de la Vierge. La distance moyenne entre ce groupe et la Voie lactée est d'environ 21,9 Mpc (∼71,4 millions d'al).

## Membres
Le tableau ci-dessous liste les cinq galaxies du groupe indiquées dans l'article de A.M. Garcia paru en 1993.
Ces cinq galaxies font également partie d'un groupe plus vaste de 15 galaxies décrit par Abraham Mahtessian, le groupe d'IC 1066, la première galaxie de sa liste. Les autres galaxies de sa liste font partie de deux autres groupes décrits par Garcia, le groupe de NGC 5806 et le groupe de NGC 5846.
| Nom      | Class. | Type           | α (J2000.0)   | δ (J2000.0) | Vitesse radiale (km/s) | m    | Distance (Mpc) | Diamètre (kal) |
| -------- | ------ | -------------- | ------------- | ----------- | ---------------------- | ---- | -------------- | -------------- |
| NGC 5770 | SB0    | Lenticulaire   | 14h 53m 15.0s | 03° 57′ 35″ | 1471 ± 5               | 12,3 | 24,7 ± 1,8     | 33             |
| NGC 5774 | SBcd,  | Spirale barrée | 14h 53m 42.4s | 03° 34′ 57″ | 1568 ± 1               | 12,1 | 26,2 ± 1,8     | 70             |
| NGC 5775 | SBc?   | Spirale barrée | 14h 53m 57.6s | 03° 32′ 40″ | 1676 ± 2               | 11,4 | 27,8 ± 2,0     | 80             |
| IC 1066  | Sab    | Spirale        | 14h 53m 02.8s | 03° 17′ 46″ | 1565 ± 3               | 13,2 | 26,1 ± 1,8     | 46             |
| IC 1067  | SB(s)b | Spirale barrée | 14h 53m 05.2s | 03° 19′ 54″ | 1578 ± 1               | 12,2 | 26,3 ± 1,9     | 62             |

Le site DeepskyLog permet de trouver aisément les constellations des galaxies mentionnées dans ce tableau ou si elles ne s'y trouvent pas, l'outil du site constellation permet de le faire à l'aide des coordonnées de la galaxie. Sauf indication contraire, les données proviennent du site NASA/IPAC.